# Luigi Aversano
(Roberto Melli su Luigi Aversano)
Luigi Aversano (Grumo Nevano, 12 aprile 1894 – Roma, 17 dicembre 1978) è stato un pittore e militare italiano.

## Biografia
Luigi Aversano nacque a Grumo Nevano nel 1894.
Durante il primo conflitto mondiale prese parte agli eventi bellici come bersagliere, guadagnandosi la medaglia d'argento al valor militare e due croci di guerra. Il 4 novembre 1918 fu il primo ad innalzare il tricolore italiano sulla torre di San Giusto a Trieste.
La Venezia Giulia e Trieste negli anni diventarono per Luigi Aversano come un secondo luogo natale tanto che il 4 marzo 1968 fece alcune donazioni all'Opera per l'assistenza ai profughi e rimpatriati giuliani e dalmati, affinché venissero istituite delle borse di studio per gli allievi degli istituti "Marcella ed Oscar Sinigaglia" che intendessero poi frequentare l'università.
Nel 1940 è prescelto nel concorso per I'esecuzione dei ritratti dei reali d'ltalia per il Circolo Forze Armate nel Palazzo Barberini.
Nel dicembre del 1941 è invitato per una mostra personale alla Galleria di Roma e successivamente viene invitato alla lV, V, VII e VIll Quadriennale e espone alla XXIV Biennale di Venezia.
Luigi Aversano è scomparso a Roma il 17 dicembre 1978.

## Opere
Galleria nazionale d'arte moderna e contemporanea di Roma
- Giunchiglie (tempera all'uovo) acquistata alla III Quadriennale d'Arte, 1939;
- Mimose (tempera all'uovo) acquistata alla IX Mostra Sindacale del Lazio, 1940;
- Ritratto di Signora (olio) acquistato alla Mostra personale alla Galleria di Roma, 1941;
- Fichi (olio) acquistato alla Mostra Premio Verona, 1942;
- Pesci (olio) acquistato alla Mostra della D.C., 1950;

Galleria comunale d'arte moderna e contemporanea di Roma
- Foro Romano (olio) acquistato alla IX Mostra Sindacale del Lazio,1940;
- Legnaia al Lungotevere Testaccio (olio) acquistato alla Mostra Sindacale di Valle Giulia, 1942;
- Fichi (olio) acquistato alla Rassegna d'Arti Figurative del Lazio, 1958;

Museo africano (ex Museo delle Colonie) di Roma
- Sciumbasci degli Zaptié (olio), 1936;

Museo storico dei bersaglieri di Roma
- Ritratto del generale R. Piola Caselli (olio), 1932;

Palazzo Barberini di Roma
- Ritratto di S.M. la Regina Elena (olio)

Istituto nazionale per la grafica di Roma
- Tre disegni a matita esposti alla XXVII Esposizione d'Arte Internazionale di Venezia, 1954;

Museo d'arte di Tel Aviv
- Ritratto di giovane donna (olio), 1934;